# تاتا وینگر
تاتا وینگر (Tata Winger) خودرویی است که از سال ۲۰۰۷–کنون تولید شده‌است.
این خودرو در کلاس مینی‌ون قرار گرفته، طراحی آن خودروهای موتور جلو-محور جلو بوده است.

## نگارخانه

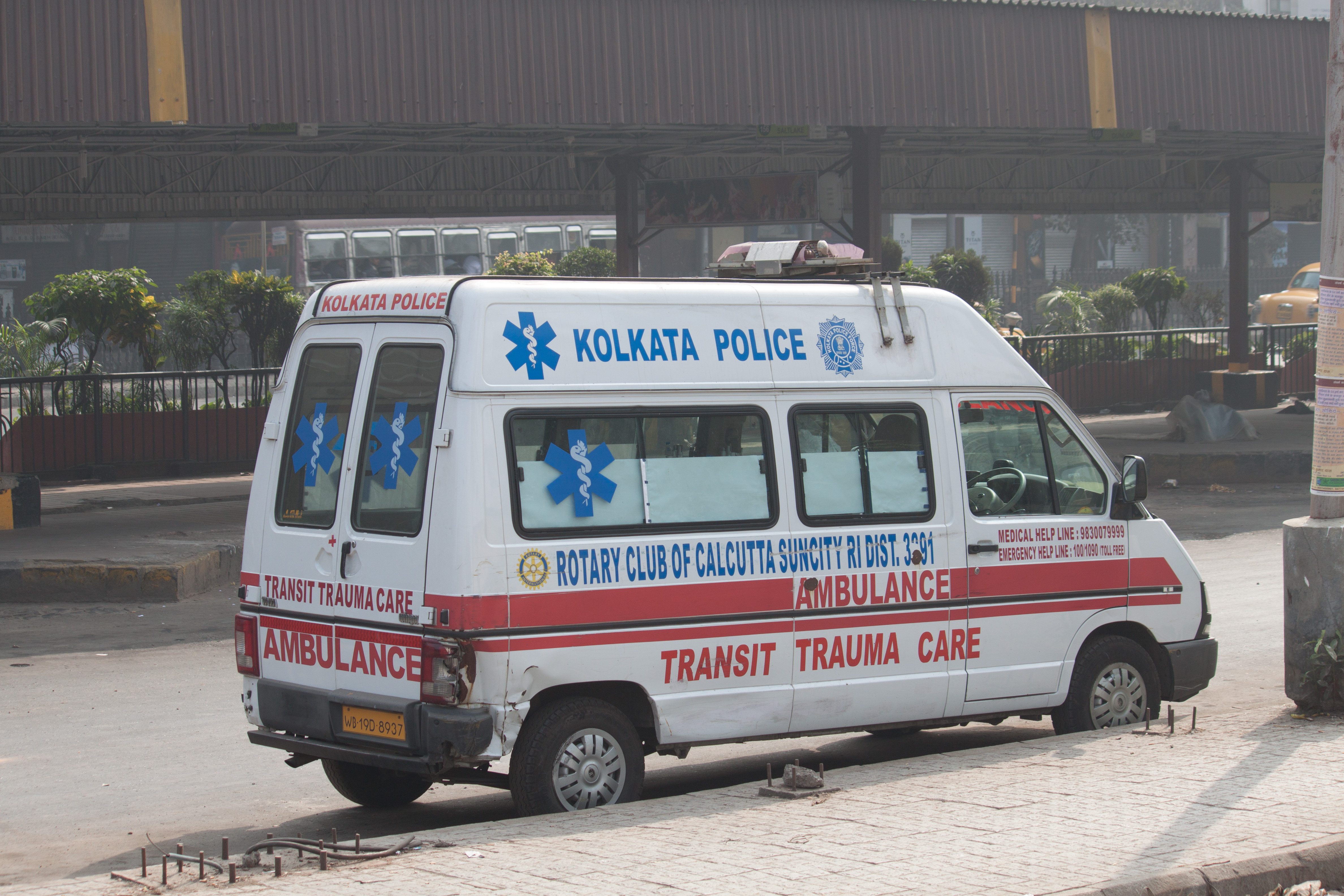